# Goggia
Goggia is een geslacht van hagedissen dat behoort tot de gekko's (Gekkota) en de familie Gekkonidae.

## Naam en indeling
De wetenschappelijke naam van de groep werd voor het eerst voorgesteld door Aaron Matthew Bauer, Daniel Andrew Good en W.R. Branch in 1997. De hagedissen werden eerder aan andere geslachten toegekend, namelijk Phyllodactylus en Diplodactylus. Er zijn tien soorten, inclusief de pas in 2017 beschreven soorten Goggia incognita en Goggia matzikamaensis.
De geslachtsnaam Goggia is afgeleid van het Afrikaanse woord gogga, dat 'kruiper' betekent en zowel op reptielen als ongewervelden kan slaan.

## Uiterlijke kenmerken
De hagedissen bereiken een lichaamslengte van ongeveer 25 tot 35 millimeter exclusief staart. De soort Goggia microlepidota wordt echter aanzienlijk langer en kan een lengte tot van bijna zeven centimeter. De kop is duidelijk van het lichaam te onderscheiden. De ogen hebben een enigszins golvende pupil. De staart kan zowel langer als korter dan het lichaam zijn. De staart is glad en eindigt in een punt. De staart laat gemakkelijk los maar wordt ook weer snel vervangen.

## Levenswijze
De vrouwtjes zetten twee eitjes per legsel; af. Soms worden tientallen eieren bij elkaar gevonden maar dit betreft dan legsels van meerdere vrouwtjes.

## Verspreiding en habitat
De gekko's komen voor in delen van Afrika, alle soorten leven in Zuid-Afrika en twee soorten komen daarnaast voor in Namibië. De habitat bestaat uit verschillende droge scrublands, rotsige omgevingen, koude woestijnen en graslanden.

## Beschermingsstatus
Door de internationale natuurbeschermingsorganisatie IUCN is aan alle soorten een beschermingsstatus toegewezen. De hagedissen worden beschouwd als 'veilig' (Least Concern of LC).

## Soorten
Het geslacht omvat de volgende soorten, met de auteur en het verspreidingsgebied.
| Naam                  | Auteur                        | Verspreidingsgebied  |
| --------------------- | ----------------------------- | -------------------- |
| Goggia braacki        | Good, Bauer & Branch, 1996    | Zuid-Afrika          |
| Goggia essexi         | Hewitt, 1925                  | Zuid-Afrika          |
| Goggia gemmula        | Bauer, Branch & Good, 1996    | Zuid-Afrika, Namibië |
| Goggia hewitti        | Branch, Bauer & Good, 1995    | Zuid-Afrika          |
| Goggia hexapora       | Branch, Bauer & Good, 1995    | Zuid-Afrika          |
| Goggia incognita      | Heinicke, Turk, & Bauer, 2017 | Zuid-Afrika          |
| Goggia lineata        | Gray, 1838                    | Zuid-Afrika, Namibië |
| Goggia matzikamaensis | Heinicke, Turk, & Bauer, 2017 | Zuid-Afrika          |
| Goggia microlepidota  | FitzSimons, 1939              | Zuid-Afrika          |
| Goggia rupicola       | FitzSimons, 1938              | Zuid-Afrika          |